# 布雷诺 (布雷西亚省)

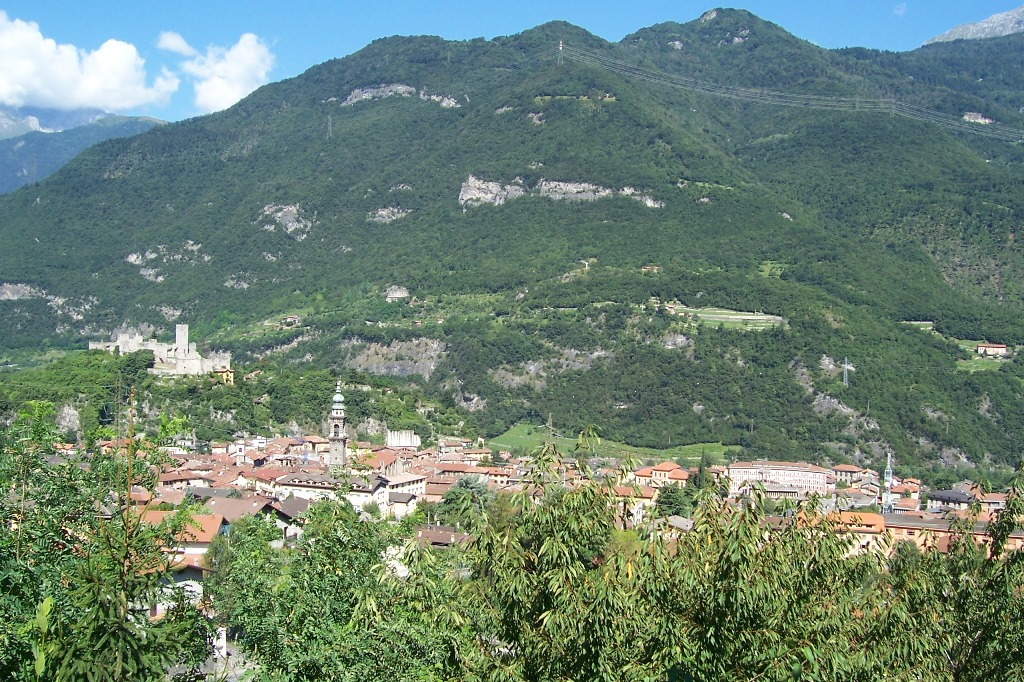
全景图

布雷诺（義大利語：Breno）是意大利伦巴第大区布雷西亞省的市镇。面积为58平方公里，人口数量为4,986人（2011年）。